# Mastachopardia jagoi
Mastachopardia jagoi är en insektsart som beskrevs av Marius Descamps 1964. Mastachopardia jagoi ingår i släktet Mastachopardia och familjen Euschmidtiidae. Inga underarter finns listade i Catalogue of Life.